# Acutai nagyszentély

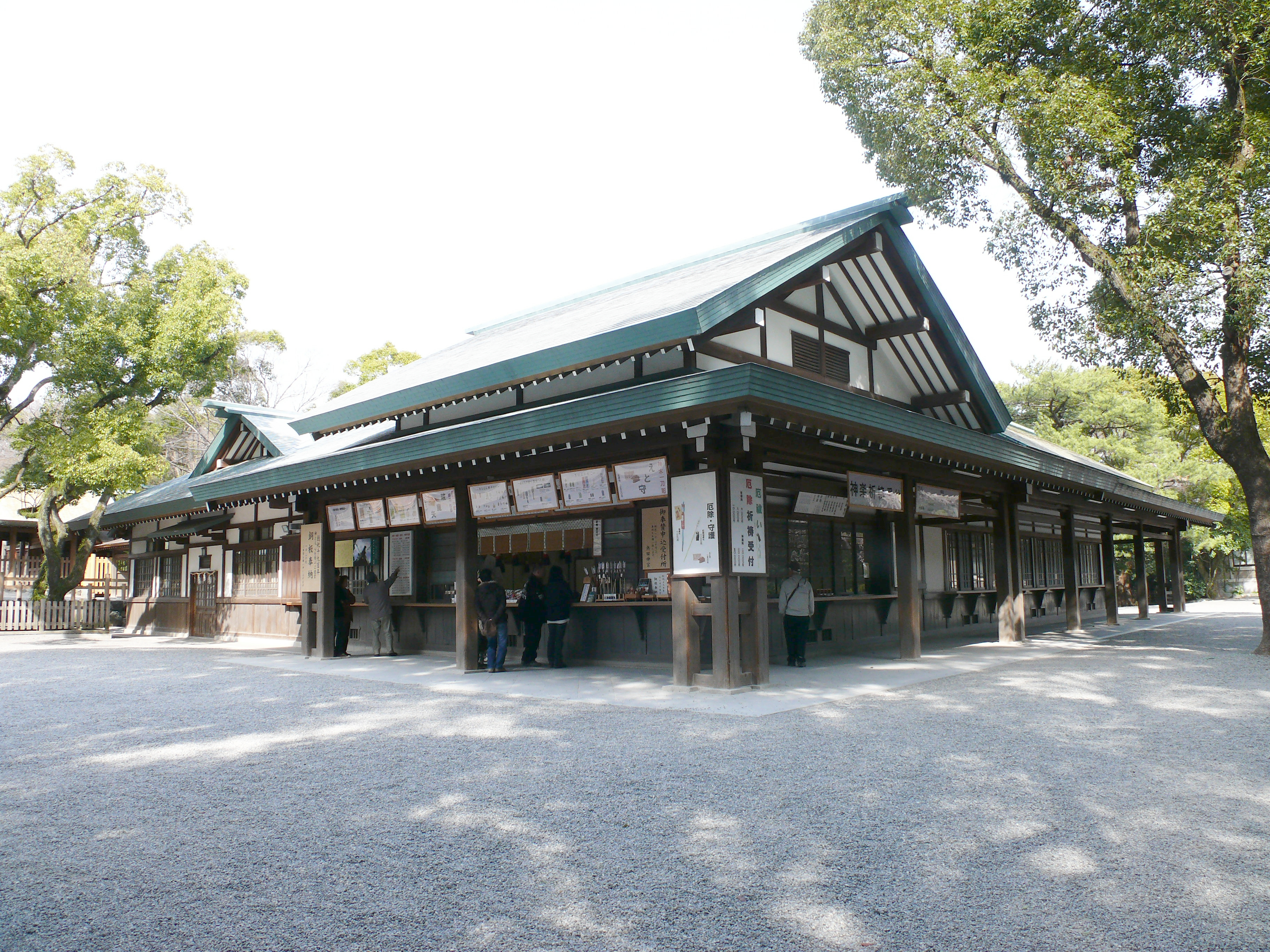
A szentély

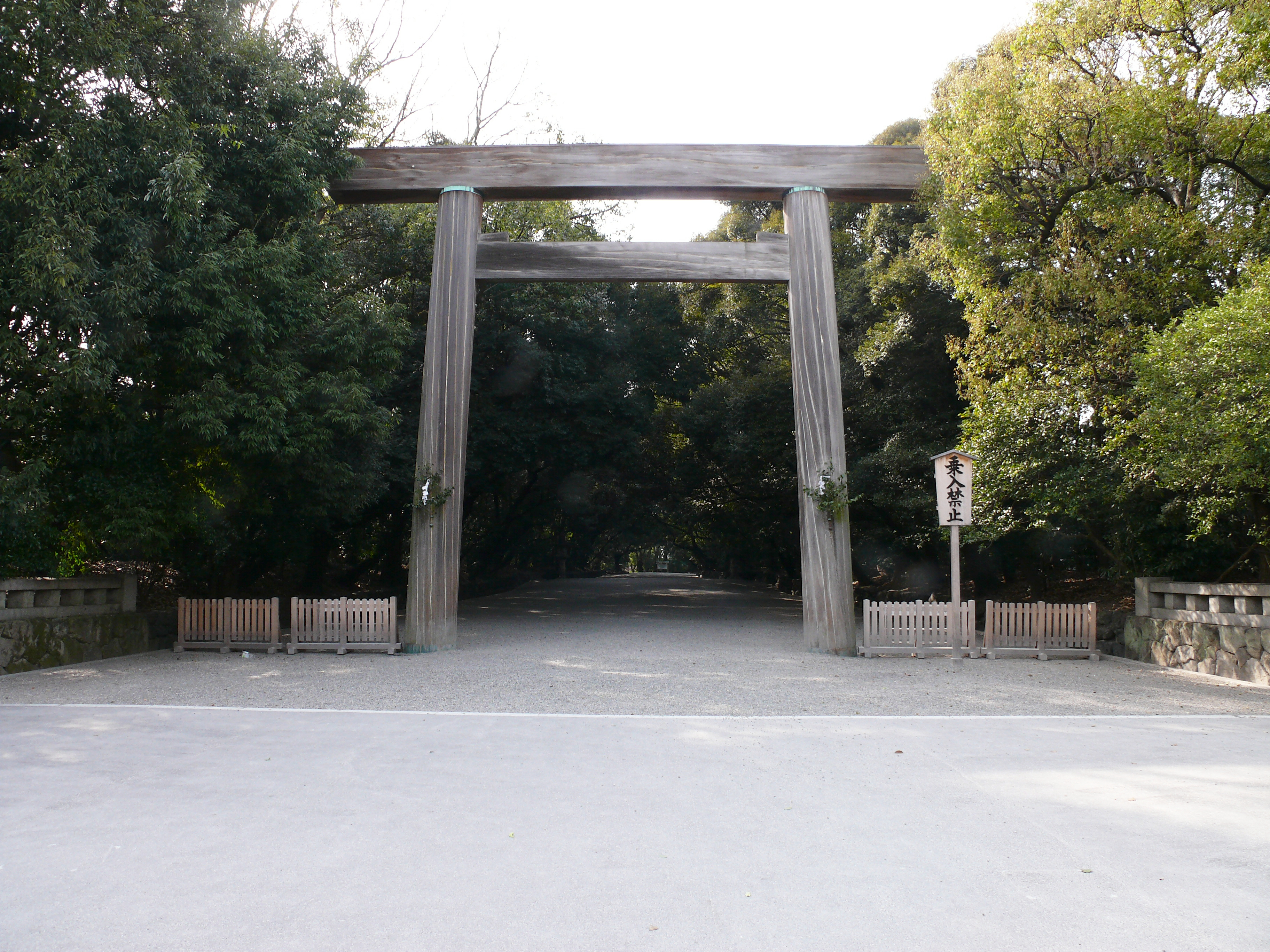
A szentélykapu

Az acutai nagyszentély (熱田神宮, Acuta dzsingú) sintó nagyszentély Nagoja Acuta nevű külvárosában, rangban a második az iszei nagyszentély után. A 9. század óta élvezi a császári udvar kegyét, mivel állítólag itt őrzik a Kuszanagi ('fűvágó') nevű szent kardot, az uralkodói jelvények egyikét, a legendabeli hős Jamatotakeru fegyverét (aki, úgy hírlik, a szentély mögé van temetve). A sűrű erdő közepén álló, eredetileg a 3. században épült szentélynél újévkor ma is japánok milliói hódolnak a Napistennőnek, Amateraszu Ómikaminak, hétvégéken pedig amatőr színjátszó csoportok adnak műsort híres nócsarnokában. Hivatalos ünnepét június 5-én tartják.